# کی۲ (کانال تلویزیونی)
K2 یک کانال تلویزیونی آزاد در ایتالیا است که در آن برنامه‌هایی مخصوص کودکان ۴ تا ۱۴ ساله پخش می‌شود. این کانال، متعلق به شرکت (Discovery Networks europe) است که دفتر مرکزی این کانال نیز در شهر رم واقع شده‌است. این سازمان، در تاریخ ۱ اکتبر ۲۰۰۴ به عنوان یک بلوک در یک کانال تلویزیونی آنالوگ، که توسط شرکت تابع ایتالیایی Fox kids europe ,Fox kids itali s.r.l اداره می شد، راه اندازی شد.